# 止別駅
止別駅（やむべつえき）は、北海道斜里郡小清水町字止別にある北海道旅客鉄道（JR北海道）釧網本線の駅である。駅番号はB73。事務管理コードは▲111617。

## 歴史

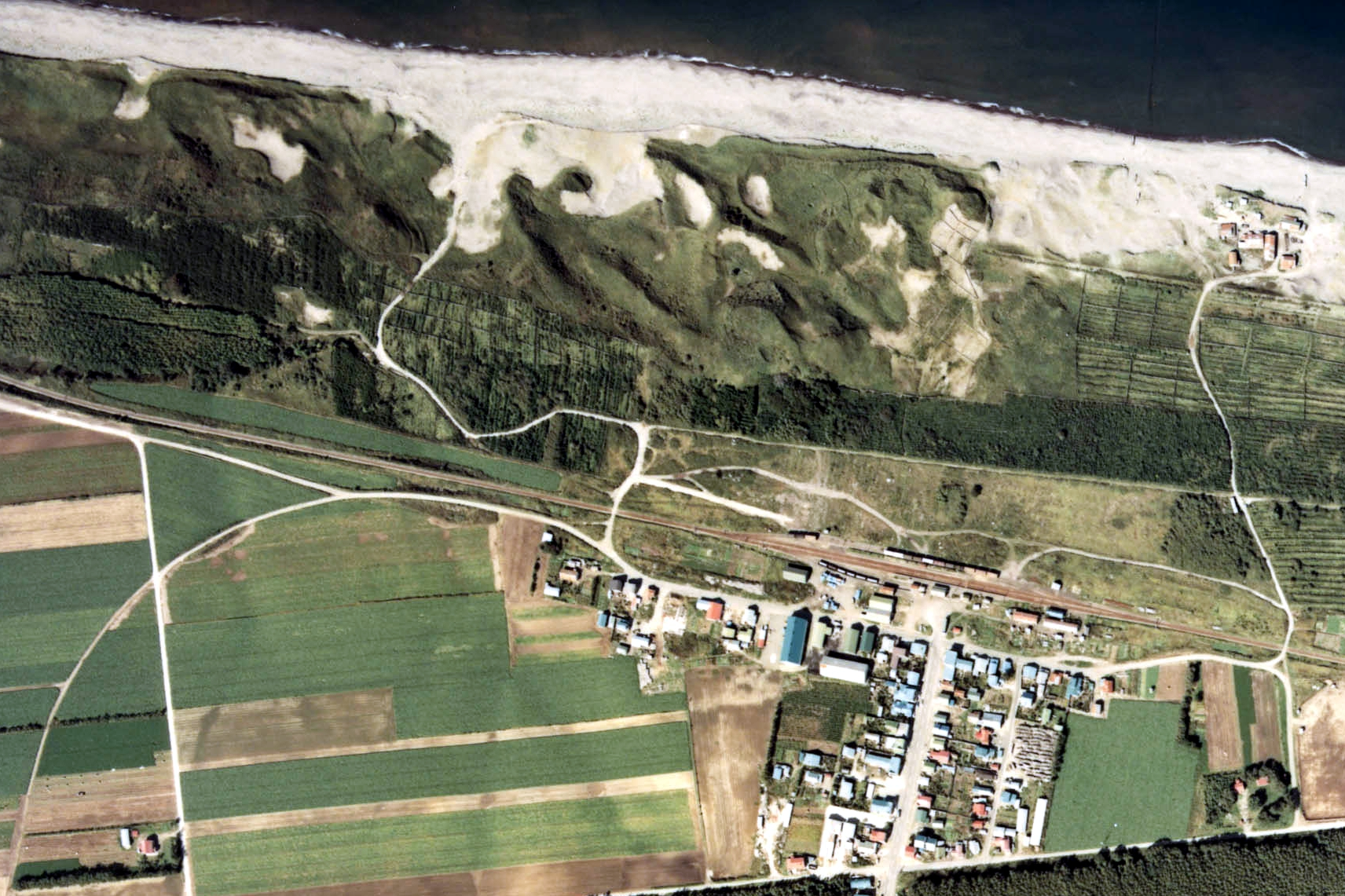
1977年の止別駅と周囲約1㎞×600m範囲。左が網走方面。斜里平野の畑作地帯の北辺。駅裏にはオホーツク海岸線の草原が広がる。相対式ホーム2面2線と駅裏側に副本線、駅舎横の網走側に貨物ホームと引込み線をもつ。貨物荷物取扱い廃止後に貨物線が撤去され、さらに相対側ホームも撤去されて駅舎ホームへ棒線化されたが、保線用引込み線が副本線跡の釧路側に敷き直されている。

1925年（大正14年）11月10日、北浜駅 - 斜里駅間の延伸に伴い開業。開業日、駅前には緑門が建てられたほか万国旗の装飾も施され、地域の小学生が14両編成の一番列車を出迎えた。1926年（大正15年）に北見鉄道が開業し、小清水市街地方面との間に混合列車が運行されていた。

### 年表
- 1925年（大正14年）11月10日：国有鉄道の駅として開業[4][5]。一般駅。
- 1930年（昭和5年）6月3日：北見鉄道開業。当駅付近に仮止別駅が設置される。
- 1937年（昭和12年）3月15日届出：北見鉄道が駅前に乗り入れ（仮止別駅の構内側線扱い）。
- 1939年（昭和14年）8月25日：北見鉄道廃止[4]。
- 1968年（昭和43年）11月30日：駅舎改築[6]。
- 1982年（昭和57年）9月10日：貨物取扱い廃止[7]。
- 1984年（昭和59年）
  - 2月1日：荷物取扱い廃止[8]。
  - 3月1日：駅員配置終了[8]。簡易委託化。
- 1987年（昭和62年）4月1日：国鉄分割民営化により、北海道旅客鉄道（JR北海道）の駅となる[9]。
- 時期不詳：簡易委託廃止、完全無人化。

### 駅名の由来
当駅の所在する地名より。地名はアイヌ語に由来するが以下の2説が紹介されている。
- 「ヤムペッ（yam-pet）」〔冷たい・川〕
  - 『駅名の起源』は知里真志保らが参画した昭和29年版以降この説を採用している[4][10]。
- 「ヤワアンペッ（ya-wa-an-pet）」〔内地の方・に・ある・川〕
  - 同じく知里真志保による『斜里町史地名解』では上記の解釈を疑問視し、松浦武四郎の『廻浦日記』に「ヤワンベツ」とあること、アイヌ語で「ヤムワッカ（yamu-wakka）」（冷たい・水）ということはあっても「ヤムペッ（yamu-pet）」と言わない、などとしてこちらの解釈を掲載している[10]。

駅の表記上は「やむべつ」となっているが、地名については元のアイヌ語発音に近い「やんべつ」と呼称される。

## 駅構造
単式ホーム1面1線と木造駅舎を持つ地上駅。かつては相対式ホーム2面2線、副本線および貨物ホームを有していた。知床斜里駅管理の無人駅である。
駅事務室跡に「ラーメン喫茶・えきばしゃ」がテナントとして入居している。但し簡易委託駅当時の乗車券販売は「えきばしゃ」の経営も兼ねていた駅前商店で行われていた。

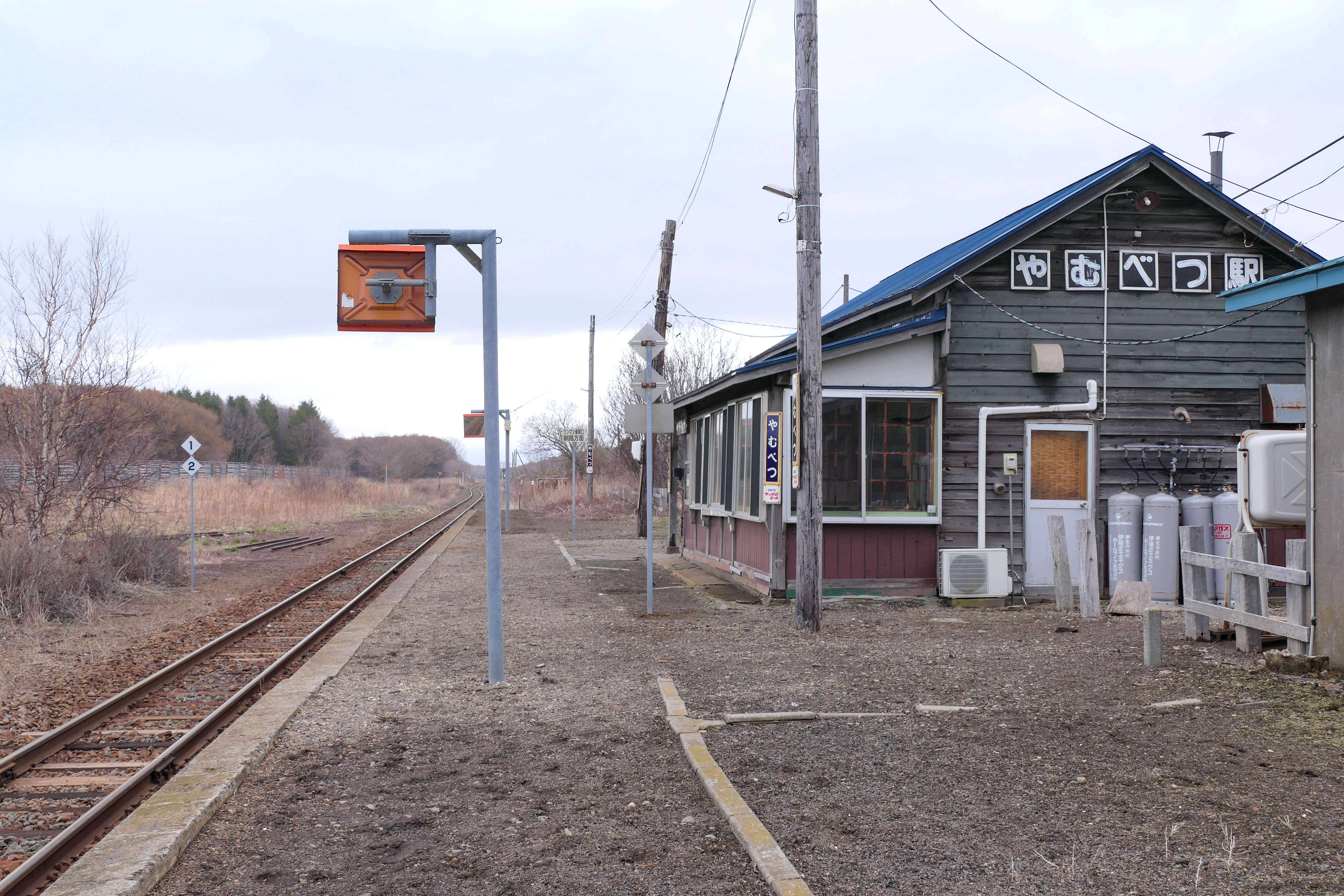
ホーム（2021年5月）
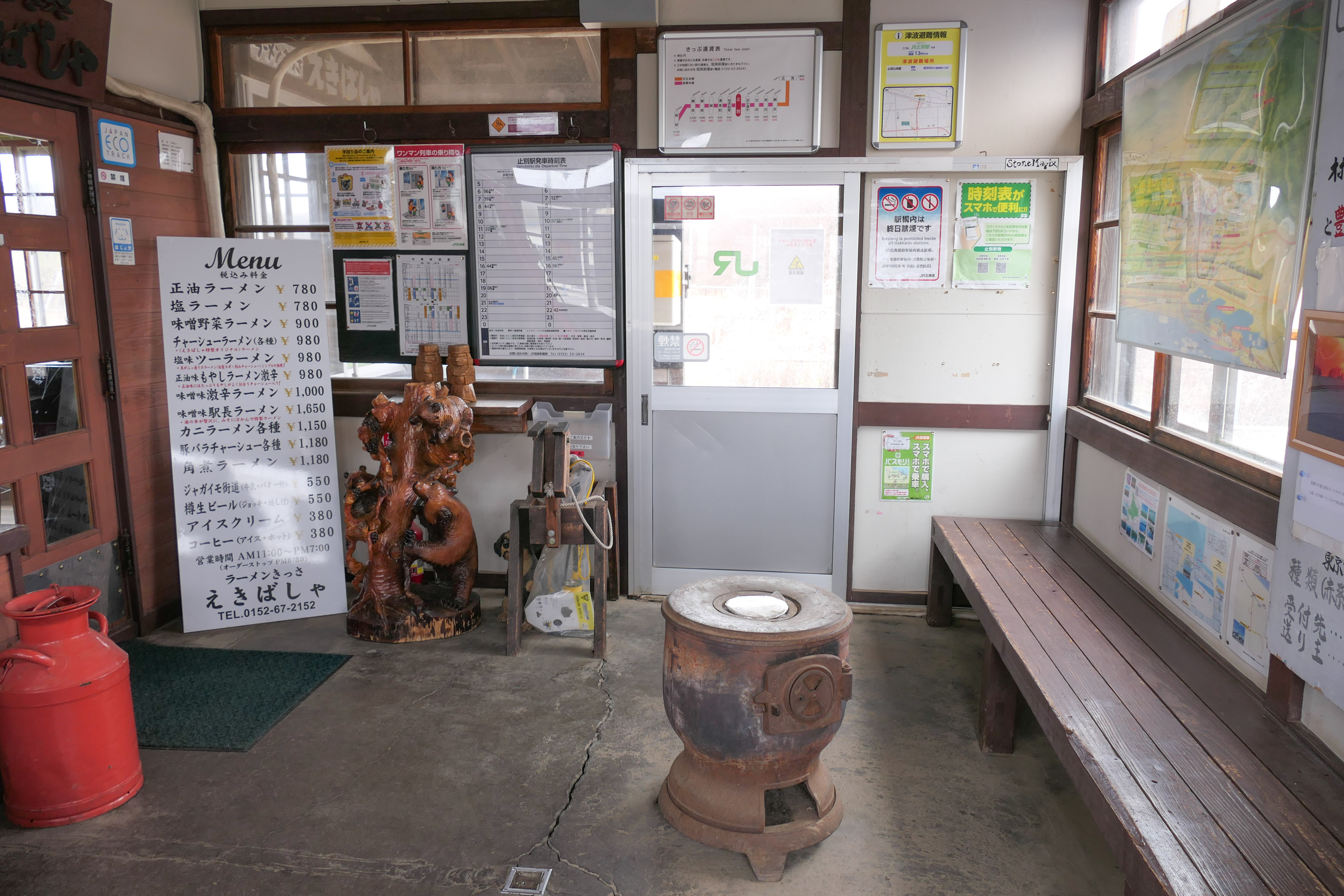
待合室（2021年5月）
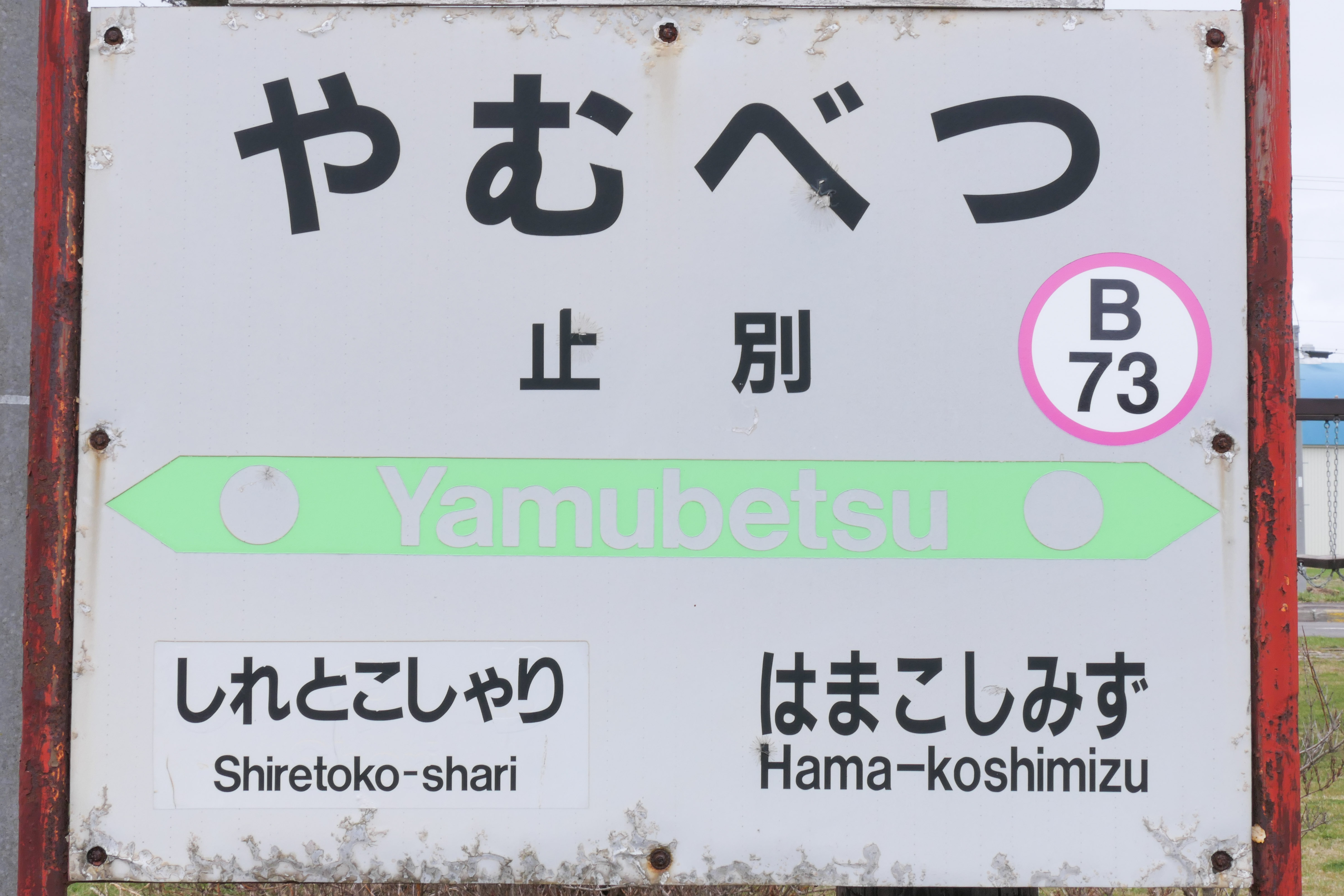
駅名標（2021年5月）

## 利用状況
乗車人員の推移は以下のとおり。年間の値のみ判明している年については、当該年度の日数で除した値を括弧書きで1日平均欄に示す。乗降人員のみが判明している場合は、1/2した値を括弧書きで記した。
また、「JR調査」については、当該の年度を最終年とする過去5年間の各調査日における平均である。
| 年度               | 乗車人員 | 乗車人員 | 乗車人員 | 出典       | 備考 |
| 年度               | 年間     | 1日平均  | JR調査   | 出典       | 備考 |
| ------------------ | -------- | -------- | -------- | ---------- | ---- |
| 1978年（昭和53年） |          | 75       |          | [ 16 ]     |      |
| 2016年（平成28年） |          |          | 9.6      | [ JR北 1 ] |      |
| 2017年（平成29年） |          |          | 8.6      | [ JR北 2 ] |      |
| 2018年（平成30年） |          |          | 7.6      | [ JR北 3 ] |      |
| 2019年（令和元年） |          |          | 8.4      | [ JR北 4 ] |      |
| 2020年（令和02年） |          |          | 8.6      | [ JR北 5 ] |      |
| 2021年（令和03年） |          |          | 8.6      | [ JR北 6 ] |      |
| 2022年（令和04年） |          |          | 8.0      | [ JR北 7 ] |      |
| 2023年（令和05年） |          |          | 7.8      | [ JR北 8 ] |      |

## 駅周辺
オホーツク海に近く、駅前の北海道道557号止別停車場線から国道244号にかけての沿線に止別の集落が広がる。
- 小清水町役場止別出張所
- 止別郵便局

## 隣の駅
北海道旅客鉄道（JR北海道）
■釧網本線
浜小清水駅 (B74) - 止別駅 (B73) - 知床斜里駅 (B72)